# 완안 파자숙
완안 파자숙(完顏頗剌淑, 1042년 ~ 1094년)는 완안 오고내의 네째 아들로 요 중희 임오생(1042)에 태어났다. 핵리발을 이어서 태사가 되었다.

## 가족관계
- 부 : 금나라 추존 황제 경조 완안 오고내(景祖 完顔 烏古迺, ? - 1074, 재위 1021 - 1074)
- 모 : 소숙황후 당괄씨(昭肅皇后 唐括氏, ? - ?)
  - 동복형제 : 금나라 추존 황제 세조 완안 핵리발(世祖 完顔 劾里鉢, 1039 - 1092, 재위 1039 - 1092)
  - 동복동생 : 금나라 추존 황제 목종 완안 영가(穆宗 完顏 盈歌, 1053 - 1103,재위 1094 - 1103)

| 전 대 완안 핵리발 | 제7대 여진 추장 1092년 - 1094년 | 후 대 완안 영가 |